# Amorematico
Amorematico è il terzo album in studio del gruppo musicale italiano Subsonica, pubblicato l'11 gennaio 2002 dalla Mescal.

## Descrizione
Il brano Nuova ossessione è stato realizzato in collaborazione con i Krisma, Nuvole rapide e Sole silenzioso hanno visto la partecipazione di DJ Roger Rama e infine Gente tranquilla è stato realizzato con il rapper marocchino Rachid.
Per un errore di stampa, le prime copie del disco riportano sul retro di copertina i seguenti titoli per le ultime quattro tracce: Atmosferico I, Atmosferico III,  Atmosferico IIII e Atmosferico IVI.

## Tracce
1. Nuvole rapide (feat. DJ Roger Rama) – 4:38 (testo: Samuel Romano, Roger Rama – musica: Davide Dileo, Max Casacci, Samuel Romano)
2. Albascura – 3:59 (testo: Samuel Romano – musica: Max Casacci, Davide Dileo)
3. Dentro i miei vuoti – 6:35 (testo: Samuel Romano – musica: Max Casacci, Davide Dileo)
4. Eva-Eva – 5:33 (testo: Samuel Romano – musica: Max Casacci, Davide Dileo)
5. Nuova ossessione (feat. Krisma) – 4:42 (testo: Samuel Romano – musica: Max Casacci, Davide Dileo)
6. Mammifero – 4:53 (testo: Samuel Romano – musica: Max Casacci, Davide Dileo)
7. Sole silenzioso (feat. DJ Roger Rama) – 5:18 (testo: Samuel Romano, Roger Rama – musica: Davide Dileo, Max Casacci, Samuel Romano)
8. Ieri – 5:59 (testo: Samuel Romano – musica: Max Casacci, Davide Dileo)
9. Gente tranquilla (feat. Rachid) – 4:52 (testo: Samuel Romano – musica: Max Casacci, Davide Dileo)
10. Questo domani – 5:40 (testo: Samuel Romano – musica: Max Casacci, Davide Dileo)
11. Atmosferico I – 5:01 (Roger Rama, Max Casacci, Samuel Romano, Davide Dileo)
12. Atmosferico II – 5:14 (Roger Rama, Max Casacci, Samuel Romano, Davide Dileo)
13. Atmosferico III – 6:03 (Roger Rama, Max Casacci, Samuel Romano, Davide Dileo)
14. Atmosferico IV – 2:24 (Max Casacci, Fabio Gurian, Samuel Romano, Davide Dileo)

## Formazione
Gruppo
- Samuel Umberto Romano – voce
- Massimiliano Casacci – voce, chitarra
- Davide Dileo – voce, tastiera
- Luca Vicini – basso
- Enrico Matta – batteria

Altri musicisti
- oti
- Marco Robino – violoncello (tracce 4, 7 e 8)
- Tamara Bairo – viola (tracce 4, 7 e 8)
- Efix Puleo – violino (tracce 4, 7 e 8)
- Elena Gallafrio – violino (tracce 4, 7 e 8)

## Classifiche

### Classifiche settimanali
| Classifica (2002) | Posizione massima |
| ----------------- | ----------------- |
| Italia            | 1                 |

### Classifiche di fine anno
| Classifica (2002) | Posizione |
| ----------------- | --------- |
| Italia            | 49        |